# Inmigración iraní en México

Bandera de Irán.

Bandera de México.

Los primeros iraníes llegaron a causa de la recuperación económica lenta y reasunción de grasa después Segunda Guerra Mundial. Los otros iraníes llegaron en México cuando comenzó la Revolución iraní  en 1979. Dicha a revolución fue llamada también Revolución islámica; a los iraníes de otras religiones se les prohibió practicar sus religiones. Además del pueblo persa, la población iraní-mexicana estaban los kurdos, luros, mazandaraníes, árabes, armenios, azeríes, asirios, judíos Parsim, y otros. La mayoría de iraníes son musulmanes chiíes, con algunos suníes, cristianos, zoroastrianos, y judíos. La mayor parte viven en Coahuila, donde la mezquita popularísima se construyó en la ciudad de Torreón. Según el censo del año 2000, había 168 iraníes residiendo en México. El número de iraníes en México es incierto, pero se sabe que muchos de ellos han emigrado a su vez a Estados Unidos en busca de mejores oportunidades comerciales y de desarrollo.
Los iraníes que emigraron a México se distribuyeron principalmente en los estados del norte del país y la Ciudad de México. Los descendientes de esta comunidad se estima alrededor de 10 000 personas. Hay presencia iraní en los negocios y la cultura, y muy pocos se han hecho notar en la televisión, sin embargo; han destacado en este rubro también.
Irán es un país que siempre ha estado presente en América Latina, desde años atrás los inmigrantes han escogido países americanos para residir con tranquilidad, México fue la casa de miles de iraníes durante el Porfiriato y ha dado residencia a muchos ciudadanos perseguidos en este país.

## Iraníes notables en México
- Iran Eory, actriz